# Парламентські вибори в Нідерландах 1986
Парламентські вибори в Нідерландах — вибори, які відбулися 21 травня 1986 і принесли перемогу партії Християнсько-демократичний заклик.
Після виборів втратила всі свої місця у парламенті Комуністична партія Нідерландів.

## Результати голосування
| Партія                                 | Голоси    | %      | Місця | +/- |
| -------------------------------------- | --------- | ------ | ----- | --- |
| Християнсько-демократичний заклик      | 3 170 081 | 34,6   | 54    | +9  |
| Партія праці                           | 3 052 268 | 33,3   | 52    | +5  |
| Народна партія за свободу і демократію | 1 595 377 | 17,4   | 27    | -9  |
| Демократи 66                           | 561 865   | 6,1    | 9     | +3  |
| Державна реформатська партія           | 159 897   | 1,8    | 3     |     |
| Політична партія радикалів             | 115 009   | 1,3    | 2     |     |
| Пацифістська соціалістична партія      | 110 331   | 1,2    | 1     | -2  |
| Gereformeerd Politiek Verbond          | 88 006    | 1,0    | 1     |     |
| Reformatorisch Politieke Federatie     | 83 269    | 0,9    | 1     | -1  |
| Всього                                 | 9.199.621 | 85,8 * | 150   |     |

*явка виборців